# 六指琴魔 (1994年电影)
《六指琴魔》（英語：Deadful Melody），1994年在英属香港上映的古裝武俠片，由吳勉勤執導，林青霞、元彪等主演。

## 剧情
黄雪梅的父母因为保护天魔琴而被六大门派合力诛杀，黄雪梅和弟弟吕麟从此失散江湖。黄雪梅为了报仇雪恨，隐居山林练习“天龙八音”，十六年后重出江湖，决心杀尽仇人。她委托天虎镖局押镖，而押送的物品正是天魔琴，各大门派高手闻之音讯后，各怀鬼胎，准备抢琴。六大门派中计之后，纷纷被黄雪梅暗中击伤和杀害。

## 演员
| 演员   | 角色     | 粵語配音 | 备注                                                               |
| 林青霞 | 黄雪梅   | 盧素娟   | 六指琴魔，弟弟吕麟                                                 |
| 元彪   | 吕麟     | 朱子聰   | 飛虎镖局少主，呂騰空義子，黄雪梅的親弟，本名黃麟                   |
| 刘嘉玲 | 谭月华   | 馮蔚衡   | 烈火老祖徒弟，華山派女弟子，傾慕呂麟                               |
| 郑爽   | 赫青花   | 朱妙蘭   | 毒手羅剎，武器是一把殺人於無形的毒鞭，當年逼殺黃雪梅父母兇手之一   |
| 午马   | 烈火老祖 | 周志輝   | 華山派掌門，譚月華師父，當年逼殺黃雪梅父母兇手之一                 |
| 徐锦江 | 东方白   | 高翰文   | 武林盟主，也是策劃殺害黃雪梅父母的幕後黑手                         |
| 林威   | 鬼聖     |          | 鬼宮之主，當年逼殺黃雪梅父母之一                                   |
| 鍾發   | 韓遜     |          | 點蒼派掌門，韓平之父，當年逼殺黃雪梅父母之一，與呂騰空亦敵亦友     |
| 梁波峰 | 六指先生 |          | 當年逼殺黃雪梅父母之一                                             |
| 陳龍   | 慈來     |          | 武功不俗的和尚，呂麟師父，呂騰空好友。常常遲到故被取諧音外號"遲來" |
| 肖榮生 | 呂騰空   | 張炳強   | 呂麟義父，飛虎鏢局總鏢頭，原文為呂麟之父                           |
| 李偉生 | 黃冬     |          | 天龍門大師兄，黃雪梅、黃麟之父                                     |
| 盧婭男 | 黃妻     |          | 黃冬妻子，黃雪梅、黃麟之母                                         |